# Gunnar Höjer
Gunnar Fredrik Höjer, född 27 januari 1875 i Norrköping, död 13 mars 1936 i Haparanda, var en svensk militär och gymnast.
Han blev olympisk guldmedaljör 1908 och hade en yrkesbana inom militären där han blev major.
Gunnar Höjer var från 1903 gift med Elsa Svensson och de var genom dottern Marianne (1904–1991) svärföräldrar till Nils Bouveng.